# Dioxys moesta
Dioxys moesta là một loài ong trong họ Megachilidae. Loài này được Costa miêu tả khoa học đầu tiên năm 1883.